# Hurricanes (rugby a 15 femminile)
Hurricanes, anche Hurricanes Poua, è la squadra di rugby a 15 femminile degli Hurricanes, franchise neozelandese governata dall'unione provinciale rugbistica di Wellington.
Fondata nel 2021, partecipa dal 2022 al campionato Super Rugby Aupiki, corrispettivo femminile del Super Rugby.
Per ragioni di sponsorizzazione la squadra è nota anche con il nome di National Storage Hurricanes.
La squadra è allenata dal 2022 da Victoria Blackledge-Grant e disputa i propri incontri interni al Wellington Regional Stadium.

## Storia
L'idea di creare una competizione femminile sul modello del Super Rugby nacque sulla scia di un incontro di propaganda tra Blues Women e Chiefs Manawa, sezioni femminili delle rispettive franchise del campionato SANZAAR, tenutosi ad Auckland e vinto dalle Chiefs per 39-12.
Visto il successo di tale esibizione, la federazione neozelandese accolse la proposta delle franchise di istituire il campionato femminile omologo al Super Rugby e il 6 ottobre 2021 fu annunciata la nascita della competizione e delle squadre ad essa partecipanti.
A novembre 2021 fu completata la messa sotto contratto delle giocatrici in vista della prima edizione del 2022.
A febbraio 2022 fu annunciato il nome della squadra, alla cui denominazione ufficiale fu aggiunto il termine Poua (che in lingua māori, come verbo, indica il concetto di "sostenere", "sollevare" e, come sostantivo, significa "pilastro", "sostegno"), derivante da una leggenda maori secondo la quale Huru-tea-a-rangi, dea dei venti, aiutò Tāne, il progenitore dell'umanità, a portare la luce nel mondo donandogli quattro dei suoi figli sotto forma di pilastri che, posti ai quattro angoli del cielo, lo sostennero permettendo alla luce di emergere.
La partita tra Hurricanes e la franchise di Auckland delle Blues avrebbe dovuto inaugurare il torneo, ma non poté avere luogo per via del contagio da coronavirus che colpì numerose Poua.
L'incontro si risolse per decisione dell'organizzatore in un pari 0-0.
Alla fine del torneo, che si tenne interamente al Waikato Stadium di Hamilton per motivi sanitari, le Hurricanes giunsero seconde a pari merito delle Blues Women, con precedenza per la migliore differenza punti fatti/subiti.
Nella stagione 2022 di Super Rugby la squadra fu allenata da Wesley Clarke, già assistente allenatore della nazionale femminile e marito della tricampionessa mondiale Farah Palmer; dimessosi dopo la fine del torneo, per il 2023 la squadra è guidata dall'ex vice di Clarke, e anch'essa campionessa mondiale, Victoria Blackledge-Grant.

## Cronologia
| Cronistoria delle Hurricanes                                                                             |
| --- |
| - 2022 · 2º Super Rugby Aupiki - 2023 · 4º stagione regolare Super Rugby Aupiki Vittoria finale 3º posto |

## Colori e simboli
Le donne della franchise vestono la stessa uniforme degli uomini, per cui la maglia è gialla con inserti blu, mentre i pantaloncini e i calzini sono neri; il giallo e il nero sono anche i colori dell'unione provinciale di Wellington, nonché i colori cittadini della capitale neozelandese.
Il produttore dei kit gara è Adidas che, dal 2018, fornisce gli equipaggiamenti di tutte le squadre neozelandesi del Super Rugby.
Lo sponsor di maglia è la catena australiana di armadietti blindati di deposito temporaneo National Storage, che già dal 2018 dà il suo nome anche alla selezione maschile.

## Stadio
L'impianto interno indicato dalla franchise è il Wellington Regional Stadium, presso il quale peraltro non ha mai giocato a tutto il 2022 per via della citata disputa del torneo in sede unica ad Hamilton.
Capace di 34500 spettatori, il Regional Stadium sostituì nel 2000 il vecchio Athletic Park e ospita la squadra maschile e la provincia di Wellington oltre a incontri internazionali calcistici.